# Parc du Château d'eau
Pour les articles homonymes, voir Château d'eau (homonymie).
Le parc du Château d'eau est un parc public de Colmar en Alsace.

## Localisation
Il est situé dans le quartier sud.
On y accède par les avenues Joffre, Raymond-Poincaré, Clemenceau et Foch.

## Caractéristiques
Sa superficie est de 13 990 m2.
On y trouve des arbres parmi les plus anciens de la ville et, sur 450 m2, une roseraie de 38 variétés.